# Epitoxus ascinus
Epitoxus ascinus är en skalbaggsart som beskrevs av Lewis 1914. Epitoxus ascinus ingår i släktet Epitoxus och familjen stumpbaggar. Inga underarter finns listade i Catalogue of Life.